# As-Sawiya
As-Sawiya (àrab: الساويه, as-Sāwiya) és un vila palestina de la governació de Nablus, a Cisjordània, al nord de la vall del Jordà, 18 kilòmetres al sud de Nablus. Segons l'Oficina Central Palestina d'Estadístiques tenia 2.301 habitants el 2007.

## Història
S'hi ha trobat als jaciments de la vila tests de l'Edat de Ferro (s.VIII-VII aC) i de les èpoques persa, hel·lenística, croada/aiúbida, mameluca i otomana. En els segles xii i xiii, durant l'era dels croats, As-Sawiya fou habitada per musulmans segons Ḍiyāʼ al-Dīn.
Just al nord-est de la vila hi havia l'àrea de Khan Sawieh, on s'hi ha trobat terrissa romana d'Orient, antigues tombes i cisternes. Denys Pringle llista Khan entre les restes Croades a Palestina. En 1838 Robinson va trobar Khan en ruïnes, igual que de Saulcy en 1850. En 1882 el Survey of Western Palestine (SWP) del Fons per a l'Exploració de Palestina la va descriure com: «un petit edifici quadrat, també les ruïnes de Khan, les parets estan dretes a certa altura, i les pedres tallades s'utilitzen a les cantonades. Hi ha tombes excavades a la roca just al sud, mostrant el lloc on hi havia un antic assentament. El nom del lloc és Khurbet Berkit.»

### Època otomana
As-Sawiya fou incorporada a l'Imperi Otomà en 1517 amb la totalitat de Palestina, i en 1596 apareixia als registres fiscals com a part de la nàhiya de Jabal Qubal del liwà de Nablus. Tenia una població de 40 llars i 2 solters, tots musulmans, i pagaven impostos pel blat, l'ordi, collites d'estius, oliveres, ingressos ocasionals, cabres i ruscs.
En 1838 Robinson registra As-Sawiya situada en un turó. En 1870 Victor Guérin va trobar que tenia 300 habitants, i que els vilatans tenien una mesquita. En el SWP de 1882 descrivia Sawiya com «una petita vila en un turó que domina la carretera.»

### Època del Mandat Britànic
En el cens de Palestina de 1922 organitzat per les autoritats del Mandat Britànic de Palestina, As-Sawiya (anomenada Sawiyeh) tenia 476 habitants, tots musulmans. que augmentà en el cens de 1931 a 596, tota musulmans en 128 llars.
En el cens de 1945, Es Sawiya tenia 820 musulmans, amb 10,293 dúnams de terra, segons un cens oficial de terra i població. D'aquests, 4,394 dúnams eren plantacions i terra de rec, 3,412 usats per a cereals, mentre 40 dúnams eren sòl edificat.

### Època moderna
Després de la de la Guerra araboisraeliana de 1948, i després dels acords d'Armistici de 1949, As-Sawiya va restar en mans de Jordània. Després de la Guerra dels Sis Dies el 1967, ha estat sota ocupació israeliana.
As-Sawiya depèn totalment de la terra agrària. Abans de la Segona Intifada uns 250 residents de al vila treballaven a Israel, però en 2004 només tres hi continuaven treballant. Els cultius principals a la vila són el blat, olives, raïm, figues i fesols. La terra també utilitzada per al pasturatge. Alguns residents fabriquen iogurt de llurs vaques i el venen. També venen oli d'oliva a les viles properes com Lubban. La indústria més important després de l'agricultura és la pedra tallada.
Segons els vilatans, la vida del poble ha estat «profundament afectada» per l'assetjament dels colons jueus. «La gent no pot anar a collir les seves terres. Els colons ens prenen les nostres olives, llancen pedres a la gent.»